# Guybrush Threepwood
Guybrush Threepwood es el personaje principal de la serie de videojuegos Monkey Island, creada por Ron Gilbert para la compañía LucasArts.

## Origen del nombre
En los juegos de la serie suelen preguntarle "¿Qué clase de nombre es 'Guybrush'?", o también dicen "Vaya nombre más estúpido". El origen del nombre, según Dave Grossman, uno de los creadores del juego, proviene de cuando el personaje era sólo un boceto y aún no habían decidido cómo llamarlo; se referían a él simplemente como the guy (en inglés "el tío" o "el tipo"). Cuando el boceto se convirtió en un archivo de Deluxe Paint, el archivo realmente se llamaba "guy.bbm", y la terminación "brush" del nombre fue agregada por el artista detrás del personaje, Steve Purcell, quedando éste como "guybrush.bbm". Al ver cómo quedaba, los creadores decidieron llamarlo de esa manera. El apellido Threepwood se eligió en un concurso interno de la empresa, y proviene de una novela de P. G. Wodehouse llamada The Brinkmanship of Galahad Threepwood .
El nombre de Guybrush, a pesar de la extendida leyenda urbana, no proviene de ningún fichero llamado "guy.brush", ya que Deluxe Paint usaba la extensión ".bbm" y no ".brush". En aquella época (1990) las extensiones de los archivos sólo tenían 3 letras. 

## Apariciones
Guybrush es un joven de pasado desconocido y con la única habilidad de aguantar 10 minutos sin respirar (Sin embargo en Return to Monkey Island él le menciona a su hijo que solo puede aguantar la respiracion por 8 minutros), cuyo sueño es convertirse en un terrible pirata y ser temido en todo el Caribe. Para ello va a Isla Mêlée a aprender el oficio. Allí conoce a la que será su esposa, la gobernadora Elaine Marley, y a su enemigo, el pirata fantasma LeChuck. A lo largo de los juegos conoce a otros personajes como Stan, Otis, Murray, la maestra de esgrima (Sword Master), la señora Vudú o Herman Toothrot.
A pesar de su torpeza, es ingenioso y locuaz y, como a todo buen pirata, le encanta el Grog (aunque casi nunca lo bebe por problemas de la edad). Hará cualquier cosa para conseguir sus objetivos y como buen pirata no dudará en engañar a todos los que le rodean para que hagan lo que él quiere. Es muy hábil con la espada y se batirá en un duelo de insultos con cualquiera.
Su deseo de ser pirata le hace mantener unas ideas muy masculinas, aunque estos mismos deseos le harán contradecirse durante todo el juego si desea continuar "haciéndose pirata", como por ejemplo el hecho de que en la cuarta entrega de este juego el único barco a su disposición sea rosa no le termina de entrar en la cabeza, así como que su timonel acepte la misión de llevarlo para "hacer unos recados de su mujer" en vez de ir "en busca de tesoros", y siempre tendrá que ceder por ideas femeninas y bastante absurdas para un pirata, con el fin de poder echarse a la mar en busca de aventuras. El personaje será muy cómico durante toda la trama, y en ningún momento alcanzará la tranquilidad, puesto que su vida es una continua desgracia a la que no le falta comicidad ninguna. Cabe destacar su duelo con el recepcionista del club Brimstone en la tercera entrega. Este le amenazaba con frases como: "Estas toallas son solo para socios del club" ò "No, ese aceite es solo para socios del club". Esta historia acabó con Guybrush golpeando al recepcionista con unas toallas mojadas y este gritando: "¡Pappapisshu!".

## Características
Durante la saga Monkey Island se pueden ir averiguando datos personales de Guybrush, como el año que nació o su peso.
El dato más importante que se puede averiguar es el año en el que nació. Durante el transcurso del tercer juego, Guybrush enseña al público que tiene 20 años, tal y como muestra su tarjeta de miembro del Gremio de Actores SCUMM. Y, haciendo caso al año que aparece en la moneda de acciones (1687), se puede demostrar que Guybrush Threepwood nació en el año 1667.
Otro de los datos que se pueden sacar es su peso. Cuando Guybrush sube a la isla Skull, y se dispone a montar en el ascensor, el encargado de hacerla funcionar, Lafoot, le pregunta "No pesarás más de 10 kilos ¿Verdad?" A lo que Guybrush contesta: "En realidad peso algo más de cincuenta y cuatro kilos"